# 琦喙蝶
琦喙蝶（学名:Libythea cinyras）是一种已灭绝的喙蝶。它们是毛里求斯的特有种。仅有一个模式标本被采集。